# Hienghène Sport
Maillots
Actualités
Hienghène Sport est un club de football néo-calédonien situé à Hienghène, en Nouvelle-Calédonie.

## Histoire
Créé en 1997, le club remporte à deux reprises la Coupe de Nouvelle-Calédonie, en 2013 et 2015. S'il est performant en Coupe, il n'a remporté son premier titre en championnat qu'en 2017, plus une deuxième place obtenue à quatre reprises (en 2009, 2012, 2013 et 2015). Il est présent en championnat de première division néo-calédonienne depuis la saison 2008-2009.
Hienghène Sport prend également part pour la première fois à une compétition continentale, la Ligue des champions, en 2017, grâce à sa deuxième place obtenue lors de la Super Ligue 2015 et grâce également à la qualification de l'AS Magenta en demi-finale lors de la précédente édition, en 2016. 
En 2022, le club atteint les demi-finales de la compétition mais s'incline contre les Tahitiens de Venus.
Le club compte plusieurs participations au 7e tour de la Coupe de France de football, à la suite de ses succès en Coupe de Nouvelle-Calédonie. Lors de l'édition 2014, il perd 2-1 face à l'Amicale sportive de Poissy, club de CFA2. En 2016, ils s'inclinent 3-2 contre le RC Epernay, également pensionnaire de CFA2. Il rejoue le 7eme tour en 2019 et 2022.
Parmi les joueurs renommés du club, on peut citer Bertrand Kaï, l'attaquant de la sélection néo-calédonienne qui joue à Hienghène Sport depuis 2007.

## Palmarès
- Ligue des champions de l'OFC
  - Vainqueur : 2019

- Championnat de Nouvelle-Calédonie
  - Vainqueur : 2017, 2019, 2021

- Coupe de Nouvelle-Calédonie
  - Vainqueur : 2013, 2015, 2019, 2020, 2022, 2023
  - Finaliste : 2016, 2017